# Карет
Карет — (англ. caret), ^ — символ набору ASCII з кодом 5E  16 .
Існує схожий на карет діакритичний знак — циркумфлекс. На відміну від циркумфлексу, карет — самостійний символ.

## Використання

### У програмуванні
- В мовах програмування Сі, С++, Java, C # та деяких інших карет позначає операцію побітового XOR (виключає АБО).
- В C++/CLI використовується при оголошенні керованого об'єкта:

```
  
Object
 
^
obj
 
=
 
gcnew
 
Object
();

```

- В Pascal позначає «вказівник».
- В мові Smalltalk позначає повернення об'єкта-значення з методу.
- У заснованих на Бейсику мовах програмування, Mathematica, MATLAB, Forth та на мікрокалькуляторах (нарівні з функцією «XY») позначає зведення в ступінь.
- В регулярних виразах та в тих мовах, де вони використовуються (AWK, Perl тощо.) В залежності від контексту позначає або початок рядку, або інвертування групи символів . (наприклад: "^[^0-9]" — не-цифра на початку рядку).
- У мові текстової розмітки ΤΕΧ використовується для вказання верхнього правого індексу: наприклад, x^{y^z} буде виглядати як
{\displaystyle x^{y^{z}}.}
- У моноширинних текстах карет іноді використовується для виділеного підкреслення рядку, який знаходиться вище:

```
Приклад підкресленого тексту
        ^^^^^^^^^^^^^

```

- У мові MUMPS, Caché передує іменам глобальних змінних та програм. Глобальні змінні, на відміну від локальних (імена яких не починаються з ^) зберігають значення в базі даних.
- У мові Parser[en] означає виклик функції.

### В інтернеті
- В інтернет-чатах і форумах символ ^ служить складовою частиною одного з різновидів японського смайлу ^ _ ^.
- Скорочене позначення клавіші Ctrl в комп'ютерних програмах, наприклад «Для збереження документу натисніть ^S»
  - Тому в чатах і форумах використовується в комбінаціях ^W и ^H для імітації видалення останнього слова або символу відповідно (що в деяких програмах роблять такі комбінації з Ctrl), наприклад «не можна не ^W погодитися» означає те ж, що і «можна погодитися».